# Liste der Einträge im National Register of Historic Places im Hale County (Texas)
Die Liste der Registered Historic Places im Hale County führt alle Bauwerke und historischen Stätten im texanischen Hale County auf, die in das National Register of Historic Places aufgenommen wurden.

## Aktuelle Einträge
| Lfd. Nr. | Name im NRHP                           | Bild | Datum der Eintragung | Adresse/Lage                                                         | Ort       | NRHP-ID  | Beschreibung |
| -------- | -------------------------------------- | ---- | -------------------- | -------------------------------------------------------------------- | --------- | -------- | ------------ |
| 1        | Plainview Commercial Historic District |      | 2. Dez. 1982         | Roughly bounded by E. 4th, Austin, E. 9th, and Ash Sts. (both sides) | Plainview | 82004855 |              |
| 2        | Plainview Site                         |      | 15. Okt. 1966        | Address Restricted                                                   | Plainview | 66000814 |              |